# Dolomedes lomensis
Dolomedes lomensis là một loài nhện trong họ Pisauridae.
Loài này thuộc chi Dolomedes. Dolomedes lomensis được Embrik Strand miêu tả năm 1906.